# Любань (Нижньосілезьке воєводство)
Любань (пол. Lubań, нім. Lauban) — місто в південно-західній Польщі, на річці Квіса.
Адміністративний центр Любанського повіту Нижньосілезького воєводства.

## Демографія
Демографічна структура станом на 31 березня 2011 року:
|          | Загалом | Допрацездатний вік | Працездатний вік | Постпрацездатний вік |
| -------- | ------- | ------------------ | ---------------- | -------------------- |
| Чоловіки | 10548   | 1898               | 7583             | 1067                 |
| Жінки    | 11752   | 1745               | 6957             | 3050                 |
| Разом    | 22300   | 3643               | 14540            | 4117                 |